# Roque Marrapodi
Roque Saverio Marrapodi (ur. 18 czerwca 1919, zm. 14 czerwca 1994) – piłkarz argentyński, bramkarz. Później trener.
Marrapodi rozpoczął karierę piłkarską w 1949 roku w klubie Ferro Carril Oeste. Jako gracz klubu Ferro Carril Oeste był w kadrze reprezentacji podczas turnieju Copa América 1955, gdzie Argentyna zdobyła tytuł mistrza Ameryki Południowej. Ponieważ podstawowym bramkarzem reprezentacji był Julio Musimessi, Marrapodi nie zagrał w żadnym meczu.
W 1956 roku został bramkarzem klubu CA Vélez Sarsfield, gdzie występował do 1959 roku. W 1960 roku przeszedł na krótko do drugoligowego wówczas klubu CA Temperley, skąd jeszcze w tym samym roku wrócił do Ferro Carril Oeste, gdzie grał do 1965 roku. Łącznie w barwach klubu Ferro Carril Oeste rozegrał 307 meczów, co pod tym względem daje mu miejsce w pierwszej dziesiątce klubowej tabeli wszech czasów.
Na koniec kariery w latach 1966–1967 grał w drugoligowym wtedy klubie Arsenal Sarandí Buenos Aires.
W pierwszej lidze Marrapodi rozegrał łącznie 428 meczów.
Po zakończeniu kariery piłkarskiej został trenerem – w 1969 roku kierował drużyną klubu Sporting Punta Alta.